# Henry Worsley (diplomate)
Le lieutenant-colonel Henry Worsley (1672-15 mars 1740), de Compton, Hampshire, est un officier de l'armée anglaise, diplomate et homme politique qui siège à la Chambre des communes britannique de 1705 à 1715, d'abord comme whig, et plus tard comme conservateur. Il est ambassadeur au Portugal de 1714 à 1722 et gouverneur de la Barbade de 1722 à 1731. 

## Jeunesse
Il est le deuxième fils de Robert Worsley (3e baronnet) d'Appuldurcombe, île de Wight, et de son épouse Mary Herbert, fille de l'hon. James Herbert, député de Kingsey, Buckinghamshire . Il est admis au Lincoln's Inn le 30 avril 1690  et inscrit à St. Edmund Hall, Oxford le 14 août 1690 . 

## Carrière dans l'armée
Il rejoint l'armée en tant qu'enseigne du régiment de fantassins du colonel William Beveridge (plus tard le 14e régiment de fantassins) en 1689, devenant lieutenant en 1693 et participant à des actions en Écosse et en Flandre, où il participe aux batailles de Landen et de Namur. Il devient capitaine du régiment de fantassins du colonel Francis Fergus O'Farrell (plus tard le Fusiliers royaux écossais) en 1693, puis capitaine-lieutenant dans la Grenadier Guards en 1700, devenant capitaine et lieutenant-colonel entre 1702 et 1708 .

## Carrière politique et diplomatique
Il est élu sans opposition en tant que député whig de Newtown, dans l'île de Wight, dans les domaines de son frère, Robert Worsley (4e baronnet), lors des Élections générales anglaises de 1705. Il vote pour le candidat de la Cour comme président le 25 octobre 1705. Il n'est pas un membre actif, il est fonctionnaire, mais avec d'autres membres de la famille à la Chambre, la plupart de ses contributions ne pouvaient pas être identifiées. Il est élu membre de la Royal Society le 30 novembre 1705. 
En 1708, il se retire de l'armée et, après avoir combattu en Espagne, est nommé envoyé auprès roi Charles III d'Espagne, mais ne part pas en poste. Aux élections générales britanniques de 1708, il est réélu sans opposition à nouveau en tant que député whig de Newtown. Il vote pour la naturalisation des Palatins en 1709 et pour la destitution du docteur Sacheverell en 1710. Après les Élections générales britanniques de 1710 avec une administration conservatrice, il passe du côté des conservateurs. Il devient membre du club d'octobre et, en 1711, il est classé comme un «digne patriote» qui a décelé les erreurs de gestion de la précédente législature. Il espère avoir un poste d'Harley, à qui il a remis sa collection de manuscrits. 
En 1711, il se rend à Hanovre avec Richard Savage (4e comte Rivers) pour expliquer à la cour les conditions de paix proposées, mais refuse un poste permanent au motif qu'il est financièrement insuffisant. Il vote pour le projet de loi sur le commerce français le 18 juin 1713, mais est plus tard considéré comme un conservateur qui vote parfois avec les whigs. Il est de nouveau réélu sans opposition à Newtown lors des élections générales britanniques de 1713 et, peu après, est nommé envoyé au Portugal, avec le soutien de Henry St John (1er vicomte Bolingbroke). Il est arrivé à Lisbonne en avril 1714 et reste en place après le changement de gouvernement avec l'avènement de George Ier. Il ne se présente pas aux élections générales britanniques de 1715 et reste au Portugal jusqu'en 1722. En 1721, il est nommé gouverneur de la Barbade et y arrive en 1723, occupant ce poste jusqu'en 1731, date à laquelle il est démis de ses fonctions à la suite de plaintes. 
Worsley est décédé célibataire le 15 mars 1740.